# Acacia havilandiorum
Acacia havilandiorum é uma espécie de leguminosa do gênero Acacia, pertencente à família Fabaceae.